# 鑓の権三
『鑓の権三』（やりのごんざ）は、1986年に公開された篠田正浩監督の日本映画。主演は郷ひろみ。原作は近松門左衛門の浄瑠璃『鑓の権三重帷子』。
第36回ベルリン国際映画祭コンペティション部門に参加し、優れた芸術的貢献により銀熊賞 (芸術貢献賞)を獲得した。

## ストーリー
元禄時代。松江藩士である浅香市之進の妻・おさゐは、娘の結婚相手に笹野権三を希望していた。権三は、槍の権三と呼ばれるほど槍さばきに優れた小姓だが、何よりも、その美貌で知られていた。自分が権三を婿に取りたい程だと、年下の権三に対する気持ちを漏らすおさゐ。
おさゐの夫である市之進は、松江藩の茶道の筆頭師範であり、藩主に従って長く江戸に赴任していた。その藩主に世継ぎが産まれたという知らせに、松江藩は沸き立った。祝いの一環で、茶道の極意である｢真の台子」が開催されることも決まった。筆頭師範である市之進が江戸詰で不在の折、行事は、弟子の権三か川側伴之丞が取り仕切るしかない。
夜半に浅香家を訪ねる権三。｢真の台子｣を自分に任せるようおさゐに頼み込むが、権三は、ライバルである川側家の家紋が入った帯を締めていた。その帯から、権三が川側伴之丞の妹と親密な仲だと察するおさゐ。嫉妬に狂ったおさゐは、権三の身体から帯を引き剥がし、勢いで自分の帯まで解いて、二本を庭に投げ捨てた。
とき悪しくも、その庭にはライバルの川側伴之丞が潜んでいた。伴之丞は、色仕掛けでおさゐから｢真の台子｣の権利を得ようと、忍んで来ていたのだ。権三に先を越された伴之丞は、悔しさから二本の帯を持ち去ると、権三とおさゐの不義密通の証拠だと城下中に触れ回った。こうなっては、もはや身の潔白など証明できない。絶望した権三とおさゐは、二人して藩から逐電した。
おさゐの夫である市之進は、妻の不祥事で筆頭師範の職を解かれ、国もとに戻った。妻と間男の権三を切って「女敵（めがたき）討ち」を果たさねば、家の名誉は回復できない。おさゐの実兄である甚平と共に旅立つ市之進。逃避行の中、男女の仲になるおさゐと権三。二人して逃げ切ることも考えたが、やはり、死ぬしかないと覚悟した頃、二人は追っ手に発見された。
伏見の京橋という橋の上で、おさゐと権三は市之進に討ち取られ、「女敵討ち」は成し遂げられた。

## キャスト
以下の出演者名と役名はKINENOTEに従った。
- 笹野権三 - 郷ひろみ
- 市之進女房・おさゐ - 岩下志麻
- お雪の乳母 - 加藤治子
- 岩木忠太兵衛 - 大滝秀治
- 忠太兵衛女房 - 三宅邦子
- 忠太兵衛伜・甚平 - 河原崎長一郎
- 権三の同僚・文右衛門 - 竹中直人
- 道具屋の主人 - 浜村純
- 船頭 - 小沢昭一
- 川側伴之丞 - 火野正平
- 市之進娘・お菊 - 水島かおり
- 伴之丞妹・お雪 - 田中美佐子
- 浅香市之進 - 津村隆
- 市之進娘・お捨 - 浅川奈月
- 浅香家下女・萬 - 神保共子
- 川側家下男・波介 - 不破万作
- 市之進伜・虎次郎 - 嶋英二
- 浅香家飯たき・お杉 - 久保田靖子
- 浅香家下男・角介 - 小船秋夫

## スタッフ
以下のスタッフ名等はKINENOTEに従った。
- 監督 - 篠田正浩
- 脚色 - 富岡多恵子
- 原作 - 近松門左衛門  浄瑠璃『鑓の権三重帷子』
- プロデューサー - 岩下清、元持昌之、脇田雅丈
- 撮影 - 宮川一夫
- 音楽 - 武満徹
- 編集 - 山地早智子

## 受賞歴
- 1986年 第36回ベルリン国際映画祭銀熊賞 (芸術貢献賞)：『鑓の権三』 (篠田正浩監督)[2]
- 1986年度 第60回キネマ旬報日本映画ベスト・テン　第6位：『鑓の権三』 (篠田正浩監督)[3]